# Pont couvert Roseman
Pour les articles homonymes, voir Roseman.
Le pont couvert Roseman (en anglais : Roseman Covered Bridge) est un pont couvert en bois situé à Winterset, dans le comté de Madison, en Iowa. Il est ajouté en 1976 au Registre national des lieux historiques.
Construit en 1883 sur le cours d'eau Middle (en), il est rénové en 1992.

## Littérature et cinéma
Il est mis en avant dans le roman Sur la route de Madison (en) [« The Bridges of Madison County »] de Robert James Waller, ainsi que dans son adaptation cinématographique par Clint Eastwood.